# Ochropleura rufata
Ochropleura rufata là một loài bướm đêm trong họ Noctuidae.